# Bolsensko jezero
Bolsensko jezero (italijansko Lago di Bolsena) v osrednji Italiji, je jezero vulkanskega in tektonskega izvora. Rimski zgodovinski zapisi kažejo, da se je vulkan Vulsini pojavil pred letom 104 pred našim štetjem; odtlej miruje. Dva otoka v južnem delu jezera sta nastala zaradi podvodnih izbruhov, ki so sledili propadu, ki je ustvaril depresijo.
Jezero v celoti oskrbujejo vodonosnik, padavine in površinski dotokik, z enim iztokom na južnem koncu. Naprava za čiščenje odplak filtrira večino surove odpadne vode iz okoliških skupnosti. Zgrajena leta 1996, vsebuje cevovode, ki prenašajo kanalizacijo iz vsake večje skupnosti okoli jezera do čistilne naprave ob reki Marti; to pomeni, da v jezero ne vstopajo odpadne vode. Gnojila so drugi vir kontaminacije. Vendar se kemijska vsebnost jezera spremlja na več postajah okoli njega.
Leži znotraj severnega dela pokrajine Viterbo, ki se imenuje Alto Lazio (zgornji Lacij) ali Tuscia (zgodovinska regija Italije, ki je obsegala ozemlja pod etruščanskim vplivom in ime, sprejeto za Etrurijo po rimskih osvajanjih), ima jezero dolgo zgodovinsko tradicijo. Rimljani so ga imenovali Lacus Volsiniensis in prilagodili etruščansko ime Velzna, zadnjega etruščanskega mesta, ki se je zdržalo proti Rimu, in bilo premeščeno po letu 264 pred našim štetjem, njegova prvotna lokacija pa danes še ni bila zanesljivo določena. Jezero na eni strani meji na posodobljeno različico rimske konzularne ceste Via Cassia. Poleg zgodovinskih krajev vseh obdobij je Bolsensko jezero trenutno obkroženo s številnimi turističnimi ustanovami, ki so večinoma namenjene kampiranju, agroturizmu in prenočiščem z zajtrkom.
Tretjino jezera je katoliški cerkvi podarila plemiška družina Alberici iz Orvieta. Družino Alberici, v znak darovanja, trikrat letno počastijo s slovesnostjo, ki jo izvede orvietski škof.

## Geografija
Jezero ima ovalno obliko, značilno za kraterska jezera. Dolga os elipse je poravnana v smeri sever-jug. Dno je približno stožčasto, doseže največjo globino na točki na sredini. Celotno jezero je obdano s hribi na robovih in na katerih so vrhovi. V porečju je bilo leta 2004 22.000 stalnih prebivalcev, v poletni sezoni pa 35.000.
Nadmorske višine so najvišje na severu, največ 702 m. Ker je jezero na višini 305 m, ni noben hrib višji od 397 m. Na severnem obodu kaldere je naselje San Lorenzo Nuovo, ki je bilo preseljeno s starejšega območja (hipotetični San Lorenzo Vecchio) naprej po pobočju, da bi se izognili malariji. Na severni obali jezera so bila nekoč močvirja, gnezdišča komarjev, ki prenašajo bolezen. Trenutno je območje kmetijsko. Na mestu Starega San Lorenza so etruščanski ostanki. Severno od San Lorenzo Nuovo in oboda kaldere je naselje in občina Acquapendente.
Vzhodni hribi so visoki od 600 m do 650 m nmv. Naselje in občina Bolsena se razprostira na severovzhodni obali, Orvieto je 14 km naprej proti severovzhodu, na robu vulkanske regije. Na jugovzhodu jezera je kraj Montefiascone na nadmorski višini 633 m in navzgor na greben Montefiascone kaldere. Južno od jezera je naselje Marta, na desnem bregu reke Marte, edinega iztoka jezera. Obala tam je ravna in razvita. Nadmorske višine so okoli 100 m nad jezerom. Poleg Marte sta še Valentano in Capodimonte, slednji je zgrajen na skorajda edinem rtu v jezeru, ki tvori zaščiteno pristanišče. Približno 15 km proti jugu sta Tuscania in Viterbo, slednji pokrajinsko središče.
Od kraja Valentana proti severu je kaldera Latera, plitev krater, ki je morda pol manjši od Bolsenskega jezera, na zahodnem koncu pa je jezero Mezzano (običajno premajhno za zemljevid). Na njenem severnem obroču je naselje Latera. Tla kaldere so v glavnem kmetijska, neplodni kamniti tokovi lave pa so pokriti z gozdom. Čeprav so hribi na zahodni strani Bolsenskega jezera le nekoliko višji od tistih na južni strani, je teren preveč grob za poselitev. Polja se raztezajo, kolikor lahko, v doline v obliki črke V in ni ravne obale.
Na zahodnem robu sta naselji Grotte di Castro in Gradoli.

## Geologija
Bolsensko jezero je v središču vulkanskega okrožja Vulsinii (ali Vulsino), rimske komagmatične regije. Čeprav jezero označujemo kot vulkansko jezero glede na z vulkanskim delovanjem povezan nastanek, pa jezero ni nekdanji krater vulkana ali z vodo zalita kaldera. Jezero je nastalo, ko se je po izčrpanju magmatske komore, ki je hranila celotno vulkansko okrožje, ta sesula oz. zrušila vase. Nastalo območje ovalne oblike je nato zalila voda. V bližini roba jezera so v reliefu lepo vidne kaldere (pri krajih Latera na zahodu in Montefiascone na jugovzhodu). Podobno velja za jezero Bracciano nekoliko bolj proti jugu, medtem kot je prav tako bližnje jezero Vico (Lago di Vico) dejansko z vodo zalit krater. 

## Otoki

### Bisentina
Bisentina je s površino 17 ha največji otok in je dostopen prek trajektne povezave iz kraja Capodimonte. Na otoku so gozdovi zimzelenih hrastov, italijanski vrtovi in različni spomeniki: cerkev svetega Jakoba in svetega Krištofa s kupolo, ki jo je zgradil arhitekt Jacopo Barozzi da Vignola; frančiškanski samostan; Rocchina, majhna cerkev posvečena sveti Katarini, ki ga je v osmerokotnem tlorisu zgradil Antonio da Sangallo nad etruščanskim kolumbarijem, ki je bil prej postavljen na kamnito obrobje na jezeru. Drug spomenik, kapela Križanja, vsebuje freske iz 5. stoletja. Malta dei Papi, nekdanji zapor za duhovnike, ki so bili obtoženi krivoverstva, je bil oblikovan iz majhne jame z vrati, postavljenimi na višini 20 m.
Etruščani in Rimljani so na otoku pustili nekaj sledi svojega bivanja. V 9. stoletju je nudil zatočišče pred vpadi Saracenov.
Okoli leta 1250 je postal last lorda Bisenzia, ki ga je opustil in požgal po nesoglasjih s prebivalci otoka. Leta 1261 ga je papež Urban IV. ponovno osvojil. Otok je leta 1333 znova uničil Ludvik IV., obtožen krivoverstva in ga je papež izobčil. Posest družine Farnese od leta 1400 dalje, je imela obdobje blaginje in so jo obiskali številni papeži. Leta 1635 jo je upravljal Odoardo Farnese, vojvoda Castro, ki je prišel v konflikt s Cerkvijo, ki ga je popolnoma uničila. Oba otoka sta se vrnila pod nadzor Cerkve, vendar sta bila kmalu spet odstopljena. Princesa Beatrice Spada Potenziani, žena vojvode Fieschi Ravaschieri, je bila lastnica do leta 2017, ko je bila prodana fundaciji.

### Martana
Otok Martana je nasproti mesta Marta, na njem so nekdaj varovali relikvije svete Kristine, da ne bi padle v roke barbarov. Pozneje naj bi bila med oblastjo Gotov tam umorjena Amalasunta, hči kralja  Teoderika Velikega.
Otok je trenutno zasebna last in obisk ni dovoljen.

## Iztok Marta
Marta je iztok Bolsenskega jezera vzhodno od naselja Marta, in se izliva v Tirensko morje. Po prehodu skozi naselja Marta, Tuscanija in Tarkvinija doseže morje v bližini Lido di Tarquinia. Med njenim ustjem in reko Mignone so zgrajene soline.

## Comuni, ki mejijo na jezero
Ob obali jezera so naslednjanaselja: 
- Bolsena
- Montefiascone
- Marta
- Capodimonte
- Valentano
- Gradoli
- Grotte di Castro
- San Lorenzo Nuovo

Vsako ima določeno dolžino plaže za poletno kopanje. Nekatera od njih imajo kavarne, restavracije in izposojajo čolnr.
Ostala bližnja mesta so Sorano, Pitigliano, Acquapendente in Orvieto ter Onano.